# Prekariumsvertrag
Das Prekarium, auch Bittleihe oder Gebrauchsüberlassung, stellt eine Sonderform der Leihe dar. Der Verleiher kann dabei, im Unterschied zur normalen Leihe, die  Sache jederzeit nach Willkür zurückfordern. Es handelt sich also um eine widerrufbare Einräumung eines Rechts, aus der sich kein Rechtsanspruch ableitet.
Im österreichischen Recht wird das Prekarium von § 974 ABGB normiert (gleichlautend im liechtensteinischen Recht in § 974 ABGB).
Im deutschen Recht besteht das Recht zur jederzeitigen Rückforderung der entliehenen Sache immer, sofern keine Dauer für die Leihe vereinbart wurde, vgl. § 604 BGB. Es handelt sich damit nach deutschem Recht um keinen Sonderfall der Leihe.

## Römisches Recht
Im römischen Recht war das Prekarium ebenfalls die unentgeltliche Überlassung einer Sache oder eines Rechts auf Widerruf. Im Gegensatz zum heutigen österreichischen / liechtensteinischen Recht handelte es sich jedoch nicht um einen Vertrag. Vielmehr handelte es sich um ein soziales Verhältnis, in dem ein Reicher einem Armen unentgeltlich Begünstigungen gewährte. Im Laufe der Entwicklung des römischen Rechts näherte sich die Handhabung jedoch immer mehr der des Vertrages an, insbesondere was die Haftung des Empfängers (des Prekaristen) betraf.